# إيرباص A319 إم بيه إيه
إيرباص A319 إم بيه إيه (طائرة دورية للبحرية) (بالإنجليزية: Airbus A319 MPA (Maritime Patrol Aircraft))، طائرة عسكرية مشتقة من نسخة الطائرة المدنية إيرباص إيه 319. حاليا، هي قيد التطوير من قبل إيرباص العسكرية للتنافس ضد طائرة بوينغ بيه-8 بوسيدون والمشتقة من بوينغ 737 والمصنعة في الولايات المتحدة. وقد اقترحت إيرباص العسكرية الطائرة إلى البحرية الهندية والبحرية الملكية الأسترالية، ولكنها خسرت الفوز بكل العقود والتي ذهبت لصالح شركة بوينغ وطائرتها بيه-8 بوسيدون. كذلك اقترحت ايرباص الطائرة لسلاح الجو الملكي الكندي لتكون بديل لطائرة «سي بيه-140 أورورا» (CP-140 Aurora)، ولاستبدال طائرات بريغيت أتلانتيك في كل من البحرية الفرنسية والبحرية الألمانية.

## المواصفات
- الطاقم: 2 طيار + 8 مشغلين
- الطول: 36 م
- باع الجناح: 34.1 م
- الارتفاع: 11.9 م
- الوزن الخالي: 58,500 كغم
- الحد الأقصى لوزن الإقلاع: 75,500 كغم
- المحرك: محركان في 2500 أو (CFM56-5B7) والتي توفر قوة دفع تبلغ 26,500 رطل أو 27000 رطلا. وبسرعة قصوى تبلغ ماخ 0.82.[2]

## روابط خارجية
- Information Maritime Patrol Aircraft Airbus A319 in Naval-Technology.com